# Pseudoguembelininae
Pseudoguembelininae es una subfamilia de foraminíferos planctónicos de la familia Heterohelicidae, de la superfamilia Heterohelicoidea, del suborden Globigerinina y del orden Globigerinida. Su rango cronoestratigráfico abarca el Maastrichtiense (Cretácico superior).

## Discusión
Clasificaciones posteriores han incluido Pseudoguembelininae en el orden Heterohelicida.

## Clasificación
Pseudoguembelininae incluye al siguiente género:
- Pseudoguembelina †

Otro género considerado en Pseudoguembelininae es:
- Huberella †